# Дялу-Віїлор (Мошоая, Арджеш)
Дялу-Віїлор (рум. Dealu Viilor) — село у повіті Арджеш в Румунії. Входить до складу комуни Мошоая.
Село розташоване на відстані 109 км на північний захід від Бухареста, 6 км на південний захід від Пітешть, 96 км на північний схід від Крайови, 112 км на південний захід від Брашова.

## Населення
За даними перепису населення 2002 року у селі проживали 358 осіб, з них 357 осіб (99,7%) румунів. Рідною мовою 357 осіб (99,7%) назвали румунську.